# Orectochilus oblongiusculus
Orectochilus oblongiusculus is een keversoort uit de familie van schrijvertjes (Gyrinidae). De wetenschappelijke naam van de soort is voor het eerst geldig gepubliceerd in 1886 door Régimbart.